# Nlaza
Nlaza du Kongo était le troisième dirigeant ou manikongo du royaume du Kongo au début du XVe siècle, de la dynastie Kilukeni. Les dates et événements de son règne sont inconnus. On sait qu'il était un cousin du fondateur du royaume, Lukeni lua Nimi.